# Stefano Zarfati
Stefano Zarfati (Roma, 23 febbraio 1971) è un cantautore italiano.

## Carriera
Dopo i primi anni trascorsi a scrivere per altri artisti, nel giugno del 1996 viene pubblicato C'è che ti piace, il singolo d'esordio che rimane in cima alle classifiche Airplay per otto mesi consecutivi. Nel dicembre dello stesso anno esce il primo album Tuttidesideri (Disco d'oro per oltre 50 000 copie vendute).
Nel 1998 viene pubblicato il nuovo LP Ogni centimetro del mondo il cui estratto, Correre di notte, raggiunge il 5º posto della classifica Airplay.
Mentre Tuttidesideri entra in classifica anche in Europa, Stefano partecipa ad importanti manifestazioni come Festivalbar, Vota la Voce, Domenica In e Buona Domenica. Contemporaneamente parte anche un lungo tour che lo porterà con la sua band in tutte le maggiori "piazze" italiane.
La sua curiosità artistica lo spinge ad avvicinare il teatro anche dal punto di vista recitativo, e partecipa come co-protagonista alla commedia musicale "Emozioni" approdata con successo al Teatro Sistina nell'aprile 2002 insieme ad Ambra Angiolini, Alessandra Drusian e Vladimir Luxuria.
Nel novembre del 2004 è stato pubblicato il suo ultimo album Moto perpetuo, prodotto da Francesco Martini Coveri e registrato live in studio.
Nell'estate 2005 esce in radio il singolo Non so se ridere o..., brano che venne distribuito gratuitamente sul sito ufficiale di Stefano.
Nel 2007 incide Running, l'Inno ufficiale dei Mondiali Juniores 2009 di Orienteering, in lingua italiana ed inglese.

## Discografia

### Album
- 1996 - Tuttidesideri
- 1998 - Ogni centimetro del mondo
- 2004 - Moto perpetuo

### Singoli
- C'è che ti piace
- Tutti i desideri
- Correre di notte
- Quello che io sento
- Stato confusionale
- La fine del mondo
- Moto perpetuo
- Bice
- Mi fa sempre quest'effetto sentirti
- Non so se ridere o...
- Running